# Torre de Miguel Sesmero
Torre de Miguel Sesmero község Spanyolországban, Badajoz tartományban. Torre de Miguel Sesmero Badajoz és Almendral községekkel határos. Lakosainak száma 1241 fő (2024).

## Népesség
A település népessége az utóbbi években az alábbiak szerint változott:
| Lakosok száma | 1274 | 1220 | 1206 | 1257 | 1261 | 1274 | 1259 | 1250 | 1235 | 1241 |
|               | 2001 | 2004 | 2006 | 2009 | 2011 | 2014 | 2016 | 2019 | 2021 | 2024 |